# Филијано
Филијано је насеље у Италији у округу Потенца, региону Базиликата.
Према процени из 2011. у насељу је живело 730 становника. Насеље се налази на надморској висини од 591 м.

## Становништво
Према резултатима пописа становништва 2011. у општини је живело 3.089 становника.
| 1951. | 1961. | 1971. | 1981. | 1991. | 2001. | 2011. |
| ----- | ----- | ----- | ----- | ----- | ----- | ----- |
| 3.761 | 4.086 | 3.353 | 3.160 | 3.318 | 3.298 | 3.089 |